# Mariegola
Ne doit pas être confondu avec matricula.
Une mariegola (vénitien pour matricola en italien) est un texte écrit régissant le statut d'une des corporations des arts et métiers de la république de Venise ainsi que celui des écoles qui y étaient rattachées. Le terme n'est utilisé que dans le contexte de la république de Venise.
L'importance du document était telle que la graphie et l'organisation de la mariegola devaient être particulièrement soignées. 
Pour chaque confrérie des arts et métiers, sa mariegola comprenait la liste de ses membres, en rappelait les droits et devoirs, indiquait la liste des biens du groupe (bâtiments, objets et fonds), et gardait trace des décisions prises par les autorités de la République ou par la confrérie.

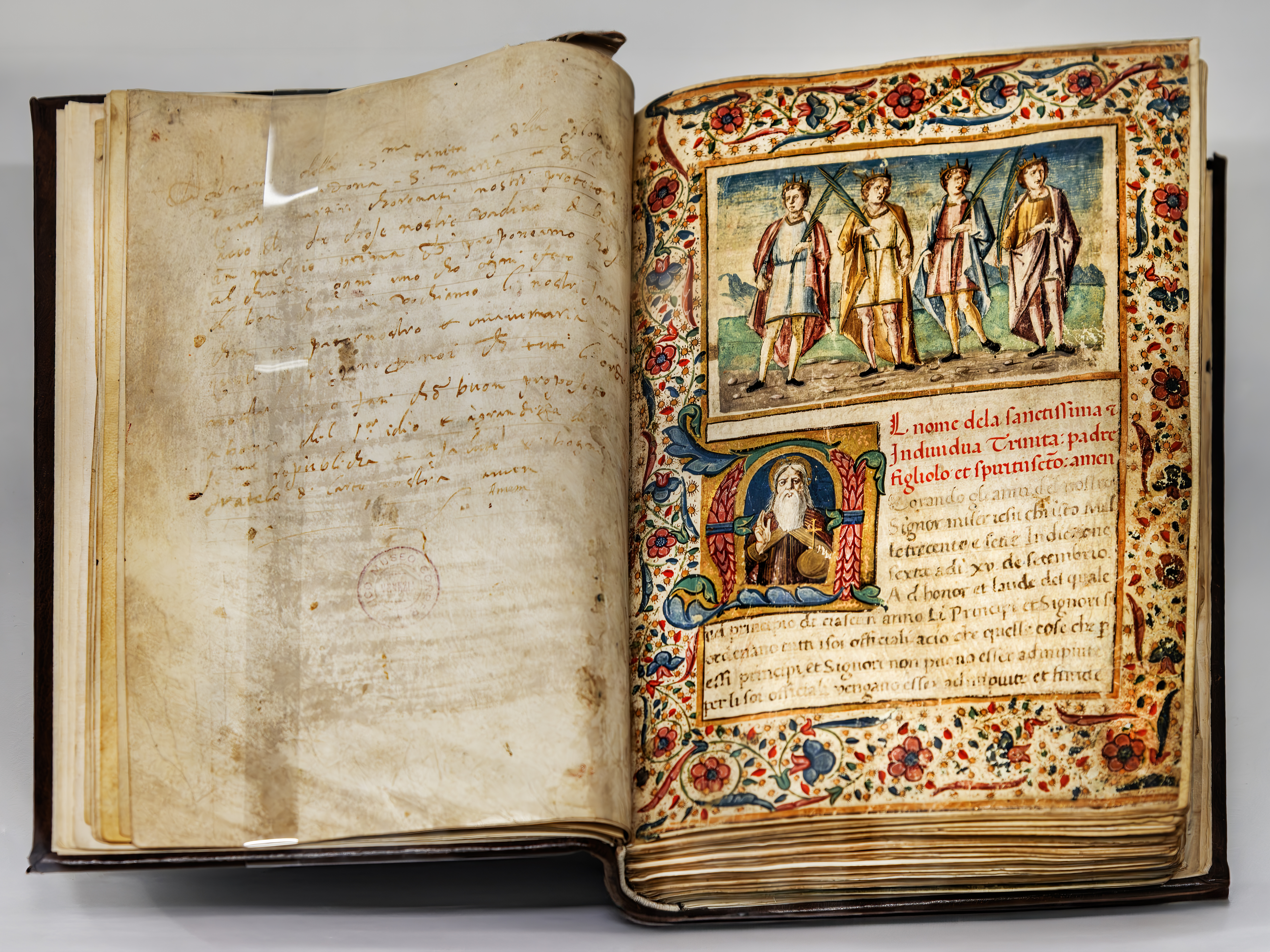
Mariegola dell'arte dei Tagiapiera (Tailleurs de pierre), 1518, Musée Correr, Venise.
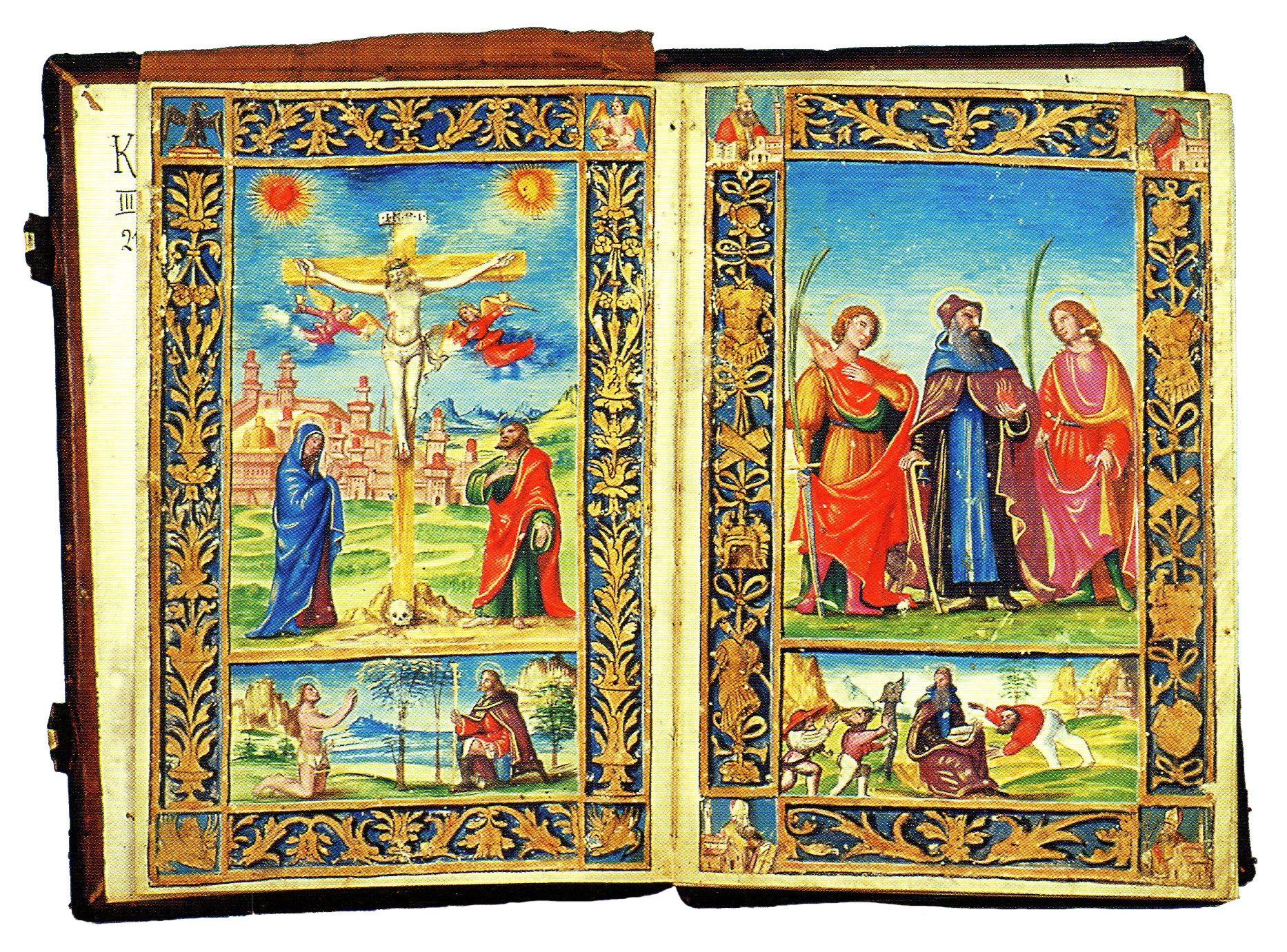
Mariegola di Collio, 1523, Museo diocesano, Brescia.